# Panicum acrotrichum
Panicum acrotrichum är en gräsart som beskrevs av Joseph Dalton Hooker. Panicum acrotrichum ingår i släktet vipphirser, och familjen gräs. Inga underarter finns listade i Catalogue of Life.